# Световно дърво
Световно дърво (Arbor mundi) е един от основните символи в много местни митологии и е образ, характерен за мито-поетичното мислене и съзнание, въплъщаващ в себе си идеята за световна ос, организиран космос (в противовес на хаоса) и най-вече универсална концепция за света. Световното дърво и неговите варианти (световна планина, ос на света, първочовек и др.) обединяват в едно смисловите бинарни опозиции (горе/долу, ляво/дясно, небе/земя, земя/подземен свят и т.н.), служещи за описание на знаково подредения свят. По този начин то олицетворява единството на света и е своеобразен модел на вселената, а и на човека (на принципа на подобието). Смята се, че ако то бъде отсечено или унищожено, ще настъпи краят на света.

## Топография
Световното дърво се намира (поставя) винаги в центъра на света. Понякога центърът може да бъде диференциран – две или три дървета, планини и т.н. То формално и знаково разделя и разпределя света в две плоскости – във вертикална и в хоризонтална. При разделянето по вертикала се оформят три зони – долна (корените, т.е. подземното царство), средна (ствола, т.е. видимия свят, света на хората) и горна (клоните и върхът, небето, обиталището на небесните богове). По този начин се формират и опозициите горе/долу, небе/земя и т.н., както и съответстващите им свойства (например огън/вода, сухо/мокро и др.) и митологични персонажи с техните функции (напр. небесен бог, бог на подземното царство и т.н.) Това разделяне и формиране действа на много пластове и може да обхване всички страни от човешкото съществуване.

## В славянската митология
Световното дърво в славянската митология е обикновено бук, дъб или бор, според преобладаващите местни растителни видове. В короната му гнездо е свила вълшебната Жар-птица, която е вестителят на славянските богове, прелитаща между световете на хората и боговете. В корените живее огромната митична змия, която свързва света на живите и света на мъртвите.

### Разпределение
По вертикалата на Световното дърво са разположени трите вселенски свята – Прав, Яв и Нав.

#### Прав
Прав е короната на Световното дърво, горният свят, небесните селения, обитавани от боговете. Името му е в основата на думите правда, право, правилно, т.е. това е светът на върховната истина, на справедливостта. Там живеят боговете, които се подчиняват на основните космични принципи, на вселенския ред Правда и божествената йерархия, установени от прародителя – бог Род. Всред тези богове пръв е бог Сварог – небесния господар, родител на божествата, когото наричат Всевишния. Той управлява над Прав, грижи се за поддържането на вселенския огън – един от четирите основни елемента, и не се интересува особено от земния свят Яв.

#### Яв
Светът на видимото, на хората, се нарича Яв и е стволът на Световното дърво. Яв е всичко около нас, материята, сред която живеем, която е явна, т.е. видима. Тук най-силно се усеща типичният за славянския мироглед дуализъм и противопоставяне; тук се сблъскват живот и смърт, добро и зло, щастие и страдание, ден и нощ, светлина и мрак, здраве и болест, топлина и студ.
Затова и Яв се възприема като преходна реалност между двете крайни реалности Прав и Нав. Над света на хората властва бог Перун – господар на мълнията и възмездието, онзи когото наричат Всемогъщия. Той следи дали се спазва божественият закон на земята и ако бъде нарушен, въздава заслуженото на престъпилите го. А на ония, които спазват закона, почитат боговете си, уважават ги и се вслушват в поученията им, Перун донася благополучие.

#### Нав
В корените на Световното дърво е Нав – подземният свят на смъртта и злото. Там обитават духовете на мъртвите хора (нави), змейовете и други злотворни чудовища, а над всички властва богът на злото и мрака – Чернобог, придружаван от своята страховита спътница, богинята на смъртта Мора. Нав е пълният противовес на Прав, но съвсем в дуалистичен дух.

#### Райската градина
Насами входа към Нав се намира и вечнозелената, винаги топла и светла градина Рай, където праведниците намират покой след смъртта си. В Рай живее богът на познанието, вълшебствата, богатството и стадата Велес (Всемъдрия), край когото често седят праведните души и водят дълги беседи. Точно тия души, които обитават Рай, усвояват големи свръхестествени способности и когато живите им роднини са в затруднение, могат да помогнат.

#### Пазителят на закона
Основна роля в митологично-космологична картина има Пазителят на световния ред. Това божество има паралели в няколко индоевропейски митологии. Неговите функции се различават между различните митологични системи, но най-общо той е пазител. Над трите вселенски свята бди бог Триглав или Троян. Него наричат Всевиждащия. С трите си глави, той вижда и знае всичко в Прав, Яв и Нав; следи за съблюдаването на световния ред и възможно най-бързо възстановява космичния баланс, ако бъде нарушен. Именно балансът е основна грижа на Троян, не благодеянието, не налагането на светлото, доброто над тъмното, злото, а равновесието между стихиите.